# Чевернур (Моркинский район)
 Чевернур  — деревня в Моркинском районе Республики Марий Эл. Входит в состав Коркатовского сельского поселения.

## География
Находится в юго-восточной части республики Марий Эл на расстоянии приблизительно 15 км по прямой на юго-запад от районного центра посёлка Морки.

## История
Основан в 1929—1930 годах как выселок под названием «Тупой хутор» переселенцами из села Арино. В 1932 году в выселке находилось 17 хозяйств, проживал 81 человек, большинство мари. В 1959 году в деревне проживало 93 человека, в 2004 году оставалось 5 дворов. В советское время работали колхозы им. Ворошилова и им. Чавайна.

## Население
Население составляло 12 человек (мари 100 %) в 2002 году, 4 в 2010.